# Трилатерална комисија
Трилатерална комисија је приватна организација, установљена да гаји блиске односе између Америке, Европе и Јапана. Основана је на иницијативу Дејвида Рокфелера, а на идеју Збигњева Бжежинског. Организациони састанак Трилатералне комисије одржан је 23. и 24. јула 1973. године на имању Дејвида Рокфелера, председавајућег Савета за иностране односе. Осморица представника на оснивачком састанку били су чланови тог Савета. Поред Американаца, састанку су присуствовали и представници Јапана и западноевропских земаља, представници три региона, из чега потиче име: Трилатерална комисија.
На самом почетку рада комисије, 1973. године је објављена сврха ове комисије:
Блиска трилатерална сарадња у циљу очувања мира, управљања светском економијом, подстицања економске реконструкције и ублажавања светског сиромаштва, што ће повећати шансе за глатку и мирну еволуцију глобалног система.

## Историја оснивања
Говорећи почетком 1972. на међународним финансијским форумима Чеиз Манхаттан у Лондону, Бриселу, Монтреалу и Паризу  Дјевид Рокфелер, који је био на челу тада утицајне невладине организације "Савет за иностране односе“ предложио је стварање „Међународне комисије за мир и просперитет“, која је касније постала позната и као Трилатерална комисија. 1972. године на састанку  Билдерберг групе дата је широка подршка тој идеји. Према речима Дејвида Рокфелера, организација би могла „помоћи владама земаља учесница (САД, Европи и Јапану) пружајући им уравнотежено просуђивање“.
Комисију чини укупно око 200 чланова, од којих су 1/3 Јапанци, 1/3 Американци, а 1/3 Европљани. 
Средства за организацију обезбеђују су Давид Рокефеллер, Фондација Чарлс Ф. Кетеринг и Форд Фондација.